# Alho-rosado
O alho-rosado (Allium roseum, sendo ainda conhecido pelos sinónimos botânicos de Allium confertum (Jordan & Fourr.) Rouy; Allium corbariense (Timb.-Lagr.) Rouy e Allium ambiguum K. Richter) é uma planta perene, herbácea, da mesma família dos alhos e das cebolas. As suas inflorescências são umbelas hemisféricas, com uma espata na base que envolve a inflorescência quando jovem. As flores são pequenas (ainda assim, maiores que as da cebola ou do alho) com pétalas rosadas ou brancas e odorosas. O seu bolbo, ovóide ou subgloboso e composto de numerosos bolbilhos, nunca se desenvolve muito, tendo cerca de 2 cm de diâmetro. O bolbo é envolvido por uma túnica externa alveolada-pontuada e emana uma cheiro forte e persistente. A planta chega a atingir 65 cm de altura.

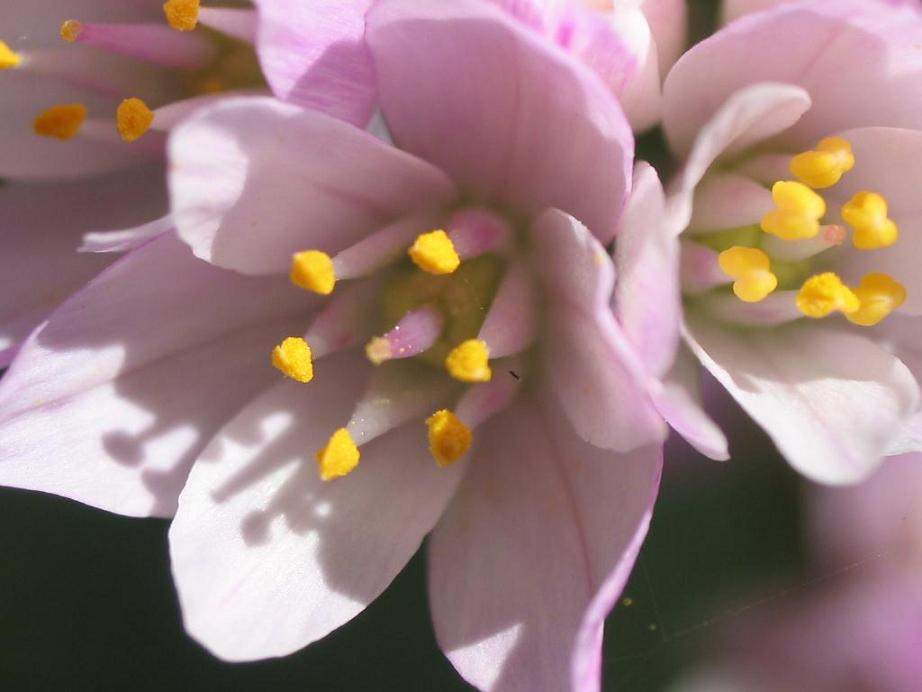
Flores

Em Portugal, encontra-se no centro e sul do país.